# Marcel Ciolacu
Ion-Marcel Ciolacu (n. 28 noiembrie 1967, Buzău, România) este un politician social-democrat român, care a ocupat funcția de prim-ministru al României. Inițial desemnat prim-ministru pe 15 iunie 2023, acesta a fost reconfirmat în funcție după alegerile parlamentare din 2024, fiind ales pe 23 decembrie, același an. După rezultatele slabe de la alegerile prezidențiale din 2025 al lui Crin Antonescu, Marcel Ciolacu și-a anunțat demisia din funcția de prim-ministru la data de 5 mai 2025.
Prima funcție publică deținută a fost cea de prefect interimar, în noiembrie–decembrie 2005, după care a devenit, pe rând, director al firmei municipalității Buzău Urbis Serv și viceprimar al municipiului Buzău (2008–2012).
A candidat pentru Președinția României din partea PSD la alegerile din 2024, dar nu a reușit să acceadă în turul II. În consecință, și-a dat demisia din funcția de lider al PSD în ziua următoare turului I.

## Biografie
Marcel Ciolacu s-a născut pe 28 noiembrie 1967 în Buzău. Este fiul unui militar de carieră, comandorul Ion Ciolacu, aviator decorat cu Emblema de Onoare a Forțelor Aeriene. A participat la Revoluția română din 1989 din Buzău. Între 1988-1990 a lucrat la Întreprinderea Electrotehnică din București, ulterior intrând în afaceri, prima lui afacere a fost o companie de import-export din și către Israel. Are o licență în drept, luată în 2004. Potrivit CV-ului afișat pe site-ul Camerei Deputaților, Ciolacu a absolvit în 1995 Facultatea de Drept a Universității Ecologice din București, cu toate că respectiva facultate a primit autorizare provizorie în mai 1995. Ulterior s-a descoperit că de fapt, acea dată nu reprezenta decât data la care a terminat studiile de licență, acesta dând examenul de licență abia în anul 2004, la 9 ani de la terminarea studiilor.
Între 2008 și 2009, a urmat un curs de perfecționare în domeniul securității și apărării naționale la Colegiul Național de Apărare din București, catalogat de presă ca o "fabrică de diplome pentru politicieni." Între 2010 și 2012 a urmat un masterat în managementul sectorului public la Școala Națională de Studii Politice și Administrative.  

## Activitate politică
Marcel Ciolacu a fost membru FSN, iar, din 1992, este membru al Partidului Social Democrat. În cadrul formațiunii social-democrate a deținut, atât la nivel local, cât și național, funcțiile de vicepreședinte al Organizației de Tineret PSD Buzău (1996–2000), vicepreședinte al Organizației Municipale PSD Buzău (2000–2010), vicepreședinte al Organizației Județene PSD Buzău (2000–2010) și președinte al Organizației Municipale PSD Buzău (2010–2015). În prezent este președinte al Organizației Județene PSD Buzău, fiind votat pentru această funcție în 2015.
Marcel Ciolacu a ocupat funcția de prefect interimar între noiembrie 2005 și decembrie 2006, și apoi, în calitate de consilier local, a fost ales viceprimar pentru mandatul 2008–2012.
La alegerile parlamentare din 9 decembrie 2012, Marcel Ciolacu a fost ales deputat din partea PSD în circumscripția electorală nr. 10 – Buzău, unde l-a avut în postura de contracandidat pe democrat-liberalul Cezar Preda. În martie 2013, prim-ministrul Victor Ponta l-a numit în funcția de consilier onorific pe probleme de regionalizare și administrație publică, iar în 2014 a devenit secretar al Camerei Deputaților.
După demiterea premierului Sorin Grindeanu, Marcel Ciolacu a devenit vicepremier fără portofoliu în cabinetul condus de Mihai Tudose. În septembrie 2017, Ciolacu a asigurat interimatul la MApN, succedându-l pe ministrul demisionar Adrian Țuțuianu. În septembrie 2018 a semnat scrisoarea disidenților din PSD care cereau demisia lui Liviu Dragnea. După încarcerarea acestuia din urmă, postul de președinte al Camerei Deputaților a rămas vacant. Astfel, pe 29 mai 2019, Marcel Ciolacu a fost ales în funcție cu 172 de voturi „pentru” și 120 „împotrivă”.

### Ca lider al Partidului Social Democrat
La o zi după înfrângerea suferită de Viorica Dăncilă în alegerile prezidențiale din noiembrie 2019, Marcel Ciolacu a vizitat-o personal pentru a o convinge să demisioneze de la conducerea PSD în schimbul unui loc eligibil de senator pe listele partidului la alegerile parlamentare din 2020. Pe 26 noiembrie 2019, Dăncilă a decis convocarea unei ședințe a Comitetului Executiv în care spera să îi convingă pe liderii locali, care erau hotărâți să o înlăture, să o lase să păstreze conducerea PSD. Planul lui Ciolacu era să forțeze dizolvarea întregii conduceri pentru a putea deveni liderul interimar al partidului. În CEx, cu excepția președintelui executiv Eugen Teodorovici, un loial al Vioricăi Dăncilă, toți ceilalți lideri și-au dat demisia. Deși inițial renunțase la intenția de a demisiona, Viorica Dăncilă și-a anunțat la finalul ședinței demisia din funcția de președinte al PSD. Deși conform statutului președintele executiv preia atribuțiile președintelui partidului, odată dizolvată întreaga structură de conducere și bucurându-se de susținerea a 35 de organizații județene, Marcel Ciolacu a fost propus de colegi să ocupe interimar funcția de președinte.

## Opinii și poziții politice
Un susținător auto-proclamat al patriotismului economic, Ciolacu a fost descris ca având idei naționaliste și social-conservatoare. El se opune recunoașterii căsătoriilor între persoane de același sex, parteneriatului civil, dar și progresismului.

## Controverse

### Relațiile cu Omar Hayssam
Marcel Ciolacu a fost implicat într-un scandal mediatic după ce, în mai 2015, în presă au apărut fotografii cu acesta alături de Omar Hayssam la o partidă de vânătoare organizată de Direcția Silvică Buzău. În plus, au existat informații potrivit cărora Ciolacu a apărut pe o listă de datornici ai lui Hayssam. La începutul anilor 2000, Hayssam l-ar fi împrumutat cu 200 de milioane de lei vechi. Ca urmare a scandalului, premierul Victor Ponta l-a înlăturat din funcția de consilier onorific al prim-ministrului.

### Cazul Mecan Construct
În 2009, Curtea de Conturi Buzău a constatat că firma municipalității Buzău, Urbis Serv, condusă de Marcel Ciolacu între 2007 și 2008, a încheiat ilegal un contract cu firma Mecan Construct deținută de un coleg de partid – fostul consilier județean PSD Dumitru Dobrică, acuzat de ANI de conflict de interese – prin care municipalitatea buzoiană a fost păgubită cu aproximativ 1,3 milioane de euro. Marcel Ciolacu a declarat că nota Curții de Conturi Buzău a fost contestată în instanță și că a existat și un dosar de cercetare penală la DNA Ploiești, în care acuzațiile față de contractul cu firma Mecan Construct au fost anchetate, finalizându-se cu neînceperea urmăririi penale față de acesta.